# Matrículas automovilísticas de Israel
Las placas de Israel son obligatorias tanto para vehículos como para remolques. Se encuentran reguladas por el Ministerio de Transporte israelí.

## Apariencia

### Normales

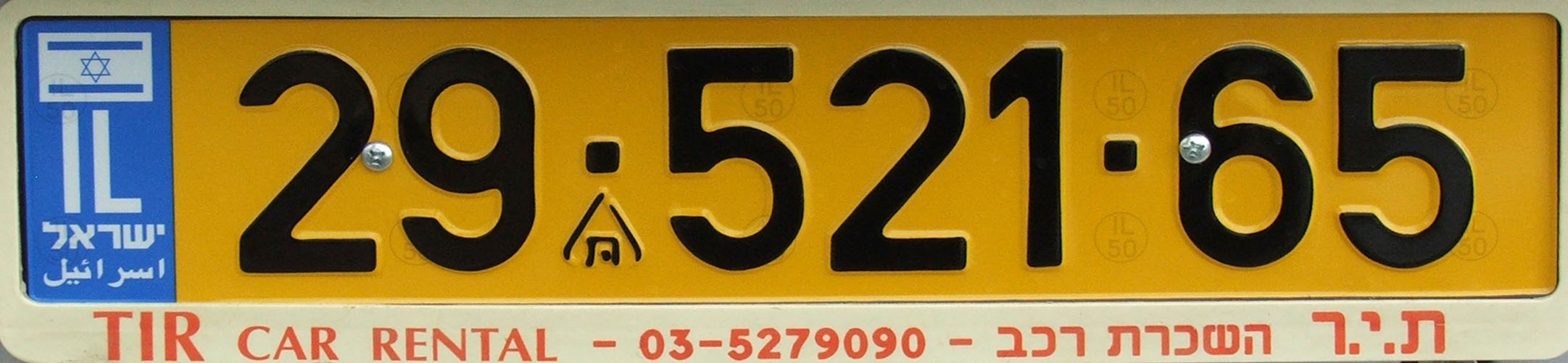
Placa actual con la eurobande a la izquierda

Las placas para vehículos y remolques de civiles son rectangulares. Tienen caracteres negros sobre fondo amarillo. En la mitad de la placa se muestra un pequeño símbolo en forma de triángulo, que muestra la aprobación del Ministerio de Transporte. Empezando por la izquierda, se muestra actualmente una eurobande con la bandera de Israel y debajo se muestra el nombre del país en hebreo y árabe.
La numeración está formada por dos dígitos-tres dígitos y dos dígitos. Los dos últimos dígitos se relacionan en algunos casos como el 25 para el taxi.

### Otros tipos

#### Placas americanas

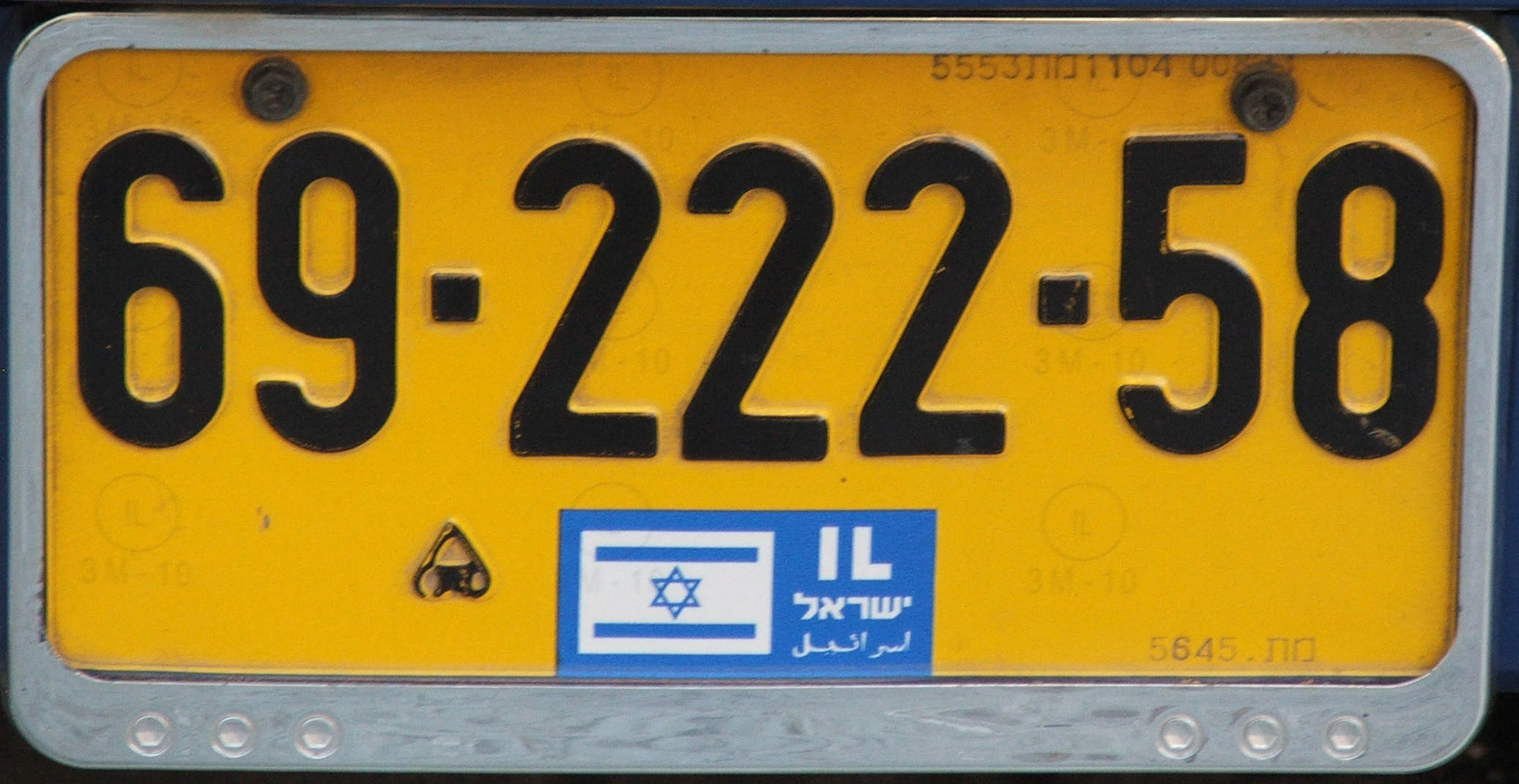
Placa con formato estadounidense

Las placas israelíes con formato estadounidense se suelen utilizar en vehículos importados de Estados Unidos u otros países que utilicen el mismo formato.
La principal diferencia es que la eurobande se muestra en la parte inferior, junto al símbolo del Ministerio de Transporte.

### Policía

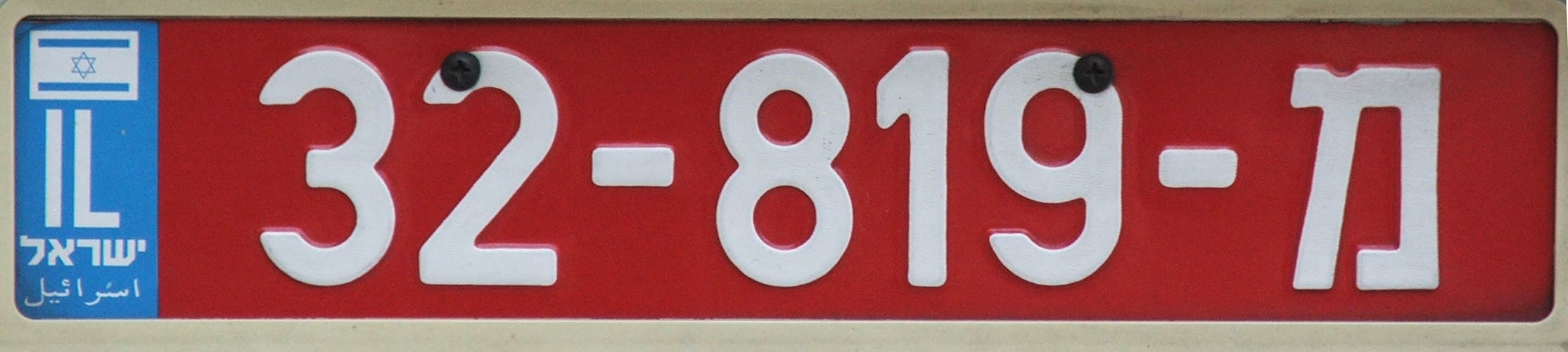
Placa de policía

La policía utiliza placas iguales que las amarillas, pero con letras blancas sobre fondo rojo, acabando en la letra מ, que identifica a la "Policía". La configuración es la misma que para los normales, a excepción de esta última letra. 

### Vehículos militares
Estos vehículos tienen su propio sistema de matriculación. 
Estas placas son rectangulares. Tienen fondo negro con caracteres blancos. Tienen un diseño de NNNNNN (6) números seguidos, terminando con un guion y la letra Tsade (צ).

### Vehículos antiguos
Los vehículos antiguos tienen sus propias placas, siempre que tengan más de 30 años. Estos vehículos no pueden circular más allá de las 9am.

### Placas diplomáticas

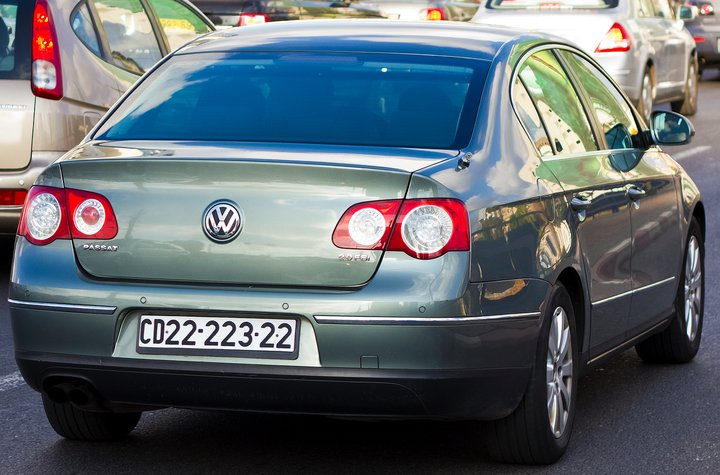
Placa diplomática

#### CD
Los vehículos pertenecientes a los Diplomáticos tienen placas rectangulares con caracteres negros sobre fondo blanco. En vez de tener la eurobande a la izquierda, tiene las letras CD correspondientes con Cuerpo Diplomático.
Estoas placas suelen finalizar con los números 21 o 22.

#### CC
Las placas de Cuerpos Consulares ("CC") tienen el mismo diseño que las de CD, pero empiezan por CC.

## Cobro de peaje
Las placas de Israel permiten atravesar los peajes, como los de la Highway 6, con el mero hecho del reconocimiento óptico-electrónico, que lo relaciona con una base de datos en la que figura o no, el número del vehículo.